# Heredabilidad perdida
La heredabilidad perdida es un suceso que puede ser definido como el hecho de que un solo gen o variación genética encontrada en análisis de asociación no puede explicar de forma fehaciente la heredabilidad de una enfermedad. Esto tiene implicaciones médicas ya que la susceptibilidad de una persona a una enfermedad pueda depender en mayor o menor medida del efecto combinado de los genes del trasfondo más que de los genes de forma individual.
La epigenética podría tener un papel importante en la heredabilidad, riesgo y riesgo recurrente de las enfermedades complejas.
Un ejemplo clásico es la obesidad, en la que contribuyen gran variedad de componentes como la genética, la dieta, el ejercicio físico y otros hábitos y condiciones de nuestro entorno y estilo de vida. Por lo tanto, la predisposición de desarrollar esta condición depende de la combinación de los efectos de todos estos componentes. 
La proporción de heredabilidad explicada por un conjunto de variantes es el resultado de dividir la heredabilidad sobre la base de estas variantes genéticas, estimada de forma directa mediante sus efectos observados, entre la heredabilidad total, calculada indirectamente a partir de los datos de población. Hay una tendencia a pensar que la explicación para la heredabilidad perdida se encuentra en las variantes todavía sin descubrir, pero es posible que una parte sustancial de la heredabilidad perdida se deba a una sobreestimación de la heredabilidad total, creándose la heredabilidad fantasma. Es posible que el problema de la heredabilidad perdida no se deba a las variantes aún sin descubrir sino a las interacciones genéticas y, por tanto, la heredabilidad total podría ser mucho menor.
Si la hipótesis de la heredabilidad fantasma es cierta, se tendría que considerar no solo la presencia de las alteraciones en el ADN y sus implicaciones directas a una enfermedad, sino que habría que ampliar el espectro de investigación para analizar estas interacciones genéticas y poder dar un diagnóstico más preciso. Esto puede ser más laborioso y se necesitarían más recursos y personal cualificado que sepa interpretar los resultados adecuadamente.  
La mayoría de genes trabajan en conjunto con otros vecinos y es posible que el efecto de uno de estos en la heredabilidad no pueda explicarse sin conocer el efecto de genes colindantes. Este es un ejemplo de epistasis, donde un gen enmascara el efecto de otro o donde varios genes trabajan a la vez. Por ejemplo, dos genes pueden afectar a la altura y sumar un centímetro por separado, pero juntos podrían llegar a sumar hasta cinco. 
Por ejemplo, el 80% de la heredabilidad perdida actualmente para la enfermedad de Crohn podría ser debido a interacciones genéticas. En resumen, la heredabilidad perdida no tiene por qué corresponder directamente a las variantes que faltan (por ejemplo, SNPs no analizados de una determinada enfermedad o alteración genética multifactorial), ya que las estimaciones actuales de heredabilidad total pueden ser infladas o incrementadas de manera significativa por las interacciones genéticas.
Las aproximaciones a corto plazo para encontrar la heredabilidad perdida en enfermedades complejas incluyen: secuenciación dirigida o del genoma completo en personas con fenotipos extremos, especialmente aquellos que dispongan de familiares a los que hacer un fenotipado iterativo; uso de paneles de referencia ampliados de variación genómica que introduzcan más de 1000 genomas para mejorar la cobertura de GWAS (Genome-wide association study) ya existentes y futuros; extracción de GWAS para asociarlos con evidencias gen-gen y variantes estructurales; métodos mejorados para la detección de CNVs y otras variantes estructurales; expandir el tamaño de la muestra para muchas enfermedades complejas a través de estudios individuales más amplios o metanálisis.